# Julie Madeleine Sophie Forget
Pour les articles homonymes, voir Forget.
Julie Madeleine Sophie Frégot (alias Forget ou Forget de Saint-Germain) (21 novembre 1772 - Paris ✝ 5 juin 1851 - Saint-Denis), baronne Dannery, est une éducatrice et administratrice française du XIXe siècle.

## Biographie
Fille de Germain-Toussaint Frégot, écuyer, gouverneur pour le roi de la ville de Châtelet, Julie Madeleine Sophie Forget épousa Jean Baptiste Thomas Dannery (1744-1806), avocat.

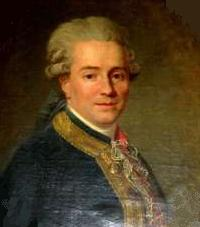
Jean Baptiste Thomas Dannery (1744-1806)

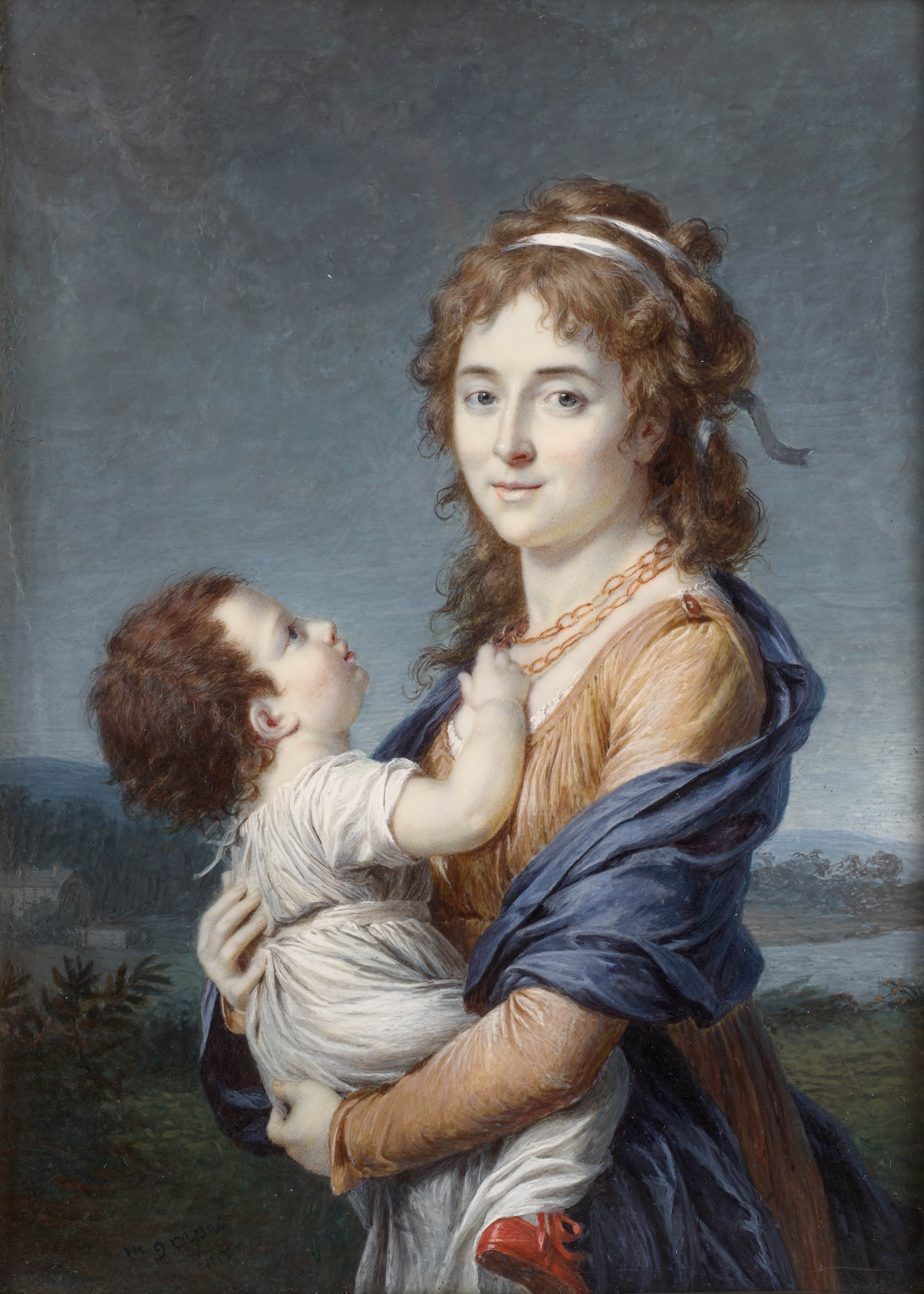
La baronne Dannery tenant son fils Jean Germain Samuel dans ses bras, miniature de Marie-Gabrielle Capet, 1799

Elle le suivra au gré de ses mutations : consul à Malaga (1787-1792), la Première République française (Convention nationale) l'envoie comme consul à Boston (Massachusetts, 1792). Commissaire des relations commerciales à Barcelone (1799), il termine sa carrière comme consul général à Lisbonne (1802). Il meurt le 19 août 1806 à Bruyères-le-Chatel.
De son mariage avec Jean Baptiste Thomas Dannery 1744-1806, elle avait eu Jean Germain Samuel Adam Dannery (31 mars 1795 - Boston ✝ 14 juillet 1837 - Paris), 2e baron Dannery, consul général de France à Boston, officier de la Légion d'honneur, marié avec Marie Alexandrine Durant de Saint-André (1810-1881), dont :
- André (19 août 1831 - Philadelphie (États-Unis) ✝ 4 février 1887 - manoir de Carnoët, Quimperlé), 3e baron Dannery, consul général de France à Santiago du Chili, chevalier de la Légion d'honneur, marié, le 14 juillet 1855 à Paris, avec Anne Marie Blanche du Suau de La Croix (1832-1908) d'une famille de la bourgeoisie française, dont postérité ;
- Amélie (1832 ✝ vers 1849 - maison de la Légion d'honneur de Saint-Denis, inhumée en la maison de Saint-Denis), élève de la maison d'éducation de la Légion d'honneur de Saint-Denis ;
- Charlotte Alexandrine (1834 ✝ 5 mai 1886 - Paris), mariée en juin 1859 à Paris, avec Raymond Durant (1818-1887), baron de Mareuil, enseigne de vaisseau ;
- Alexandre Samuel (5 janvier 1838 - Liverpool, Angleterre, à bord de l'Élizabeth Malker ✝ 25 novembre 1908 - Paris), magistrat, marié avec Marie Habert-Desrousseaux (1853-1938).

La veuve Dannery fut nommée gouvernante des princesses d'Espagne (les infantes Zénaïde et Charlotte), filles du roi Joseph.
Elle fut l'une des rares baronnes de l'Empire nommées par Napoléon Ier. Son titre de baronne fut « confirmé et autorisé en sa faveur », par le gouvernement de la Restauration, avec transmission du titre de baron héréditaire à son fils par lettres patentes du 10 mai 1817 portant règlement d'armoiries.

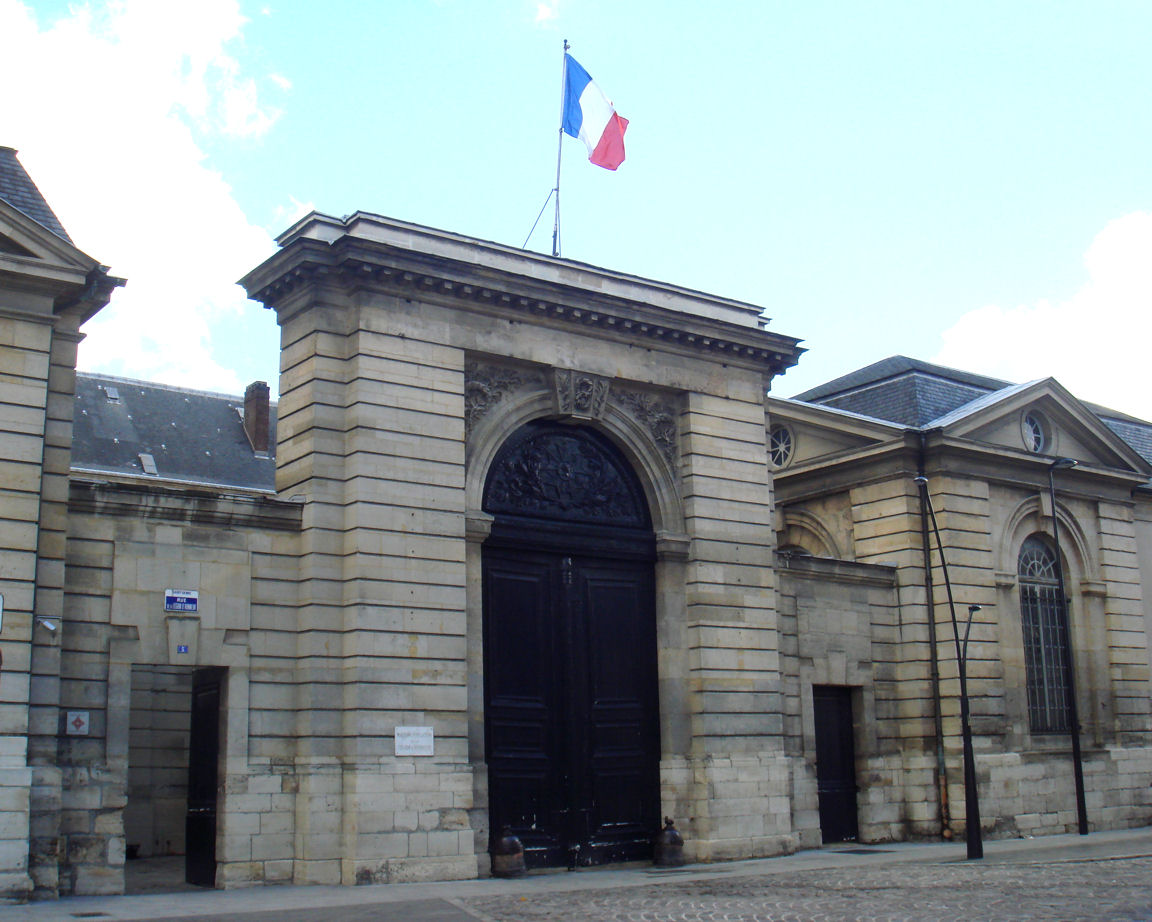
Le portail de l'abbaye de Saint-Denis, devenue maison d'éducation de la Légion d'honneur.

Sous la monarchie de Juillet (1837), la baronne Dannery fut appelée à succéder à la comtesse de La Croix dans ses fonctions de surintendante de la maison d'éducation de la Légion d'honneur de Saint-Denis.
La baronne Dannery fut surintendante de la maison du 12 décembre 1837 au 4 juin 1851 : elle y a laissé le souvenir d'une femme « grande, glaciale et veuve d'un consul de France à Rio de Janeiro. »

« Mme Dannery est fort heureuse ; il me parait qu'elle ne déplait point à leurs majestés. Elle a des manières simple, nobles et réservées, qui me paraissent excellentes pour sa place. »

— Lettres de Monsieur à Madame Roederer.
La baronne Dannery meurt en mai 1851. Ses restes furent déposés dans le cimetière Riant placé dans l'intérieur du parc, près du tertre sous lequel reposait déjà sa petite fille et en même temps son élève, Amélie Dannery, morte à 17 ans,.
On a de la baronne Dannery :
- Cours de leçons religieuses, morales et historiques, adressé aux enfants du XIXe siècle, Éd. Boiste-Jahier ;
- Cours de leçons religieuses, morales et historiques, dédié aux élèves de la Maison royale d'éducation, Éd. Perrise.

## Titres
- Baronne Dannery et de l'Empire (décret du 19 mars 1810, lettres patentes de 8 avril 1813, Saint-Cloud[5]) ;
- Confirmée dans son titre de baronne héréditaire avec transmission à son fils par lettres patentes du 10 mai 1817, enregistrées le 14 février 1818[6].

## Armoiries
| Figure | Blasonnement |
|        | Armes de la baronne Dannery et de l'Empire D'azur, au chevron brisé d'or accompagné de trois étoiles, une [deux] en chef et une en pointe du même : sur le tout de gueules, au portique ouvert d'argent qui est le signe distinctif des baronnes attachées aux maisons des princes de notre famille, avec les ornements extérieurs déterminés par nous, consistant en deux palmes d'argent nouées au bas de l'écu par un ruban de gueules. - Livrées : prises dans les couleurs de l'écu. |
|        | Titre de baronne confirmé et autorisé en sa faveur, avec transmission du titre de baron héréditaire à son fils par lettres patentes du 10 mai 1817 portant règlement d'armoiries : D'azur au chevron brisé d'or accompagné de 3 étoiles du même 2 et 1. |